# Günther C. Feigl
Günther C. Feigl (* 1968 in Graz) ist ein österreichischer Neurochirurg.

## Leben
Seine medizinische Ausbildung begann Feigl in den USA. Nach einem Studium in Dallas, Houston und Graz sowie mehrjähriger Hirntumorforschung im Neuroscience Institute des Baylor College of Medicine in Houston im Texas Medical Center in den USA, dem größten Medizinzentrum der Welt, beschäftigte sich Feigl bereits in seiner Dissertation mit der Radiochirurgie bei der Behandlung von Hypophysentumoren mit der Gamma-Knife-Methode. Seine Facharztausbildung absolvierte er bei Madjid Samii und Marcos Soares Tatagiba. Er habilitierte sich an der Eberhard Karls Universität in Tübingen, wo er eine außerordentliche Professur für Neurochirurgie hat. Als Leiter der Schädelbasischirurgie im Katharinenhospital Stuttgart spezialisierte er sich auf die minimalinvasive Neurochirurgie und Neuroendoskopie. 
Von Dezember 2015 bis März 2025 leitete Feigl die Klinik für Neurochirurgie am Klinikum Bamberg. Neben seiner Chefarzttätigkeit war er Leiter des interdisziplinären Hirntumorzentrums Bamberg, Ärztlicher Leiter des zertifizierten Schädelbasiszentrum Bamberg, die er beide gründete, sowie Ärztlicher Leiter des Ärztlichen Praxiszentrums Neuronetz Bamberg. Zudem war er Leiter des von ihm initiierten und gegründeten interdisziplinären Wirbelsäulenzentrums der Maximalversorgung zertifiziert durch die Deutsche Wirbelsäulen Gesellschaft (DWG). Seit April 2025 ist Feigl in seiner Wahlarztordination in Wien tätig und leitet die Abteilung für minimalinvasive Neurochirurgie als Primar (Chefarzt) an der Klinik Oberwart.
Seit März 2018 ist Feigl Fakultätsmitglied des Houston Methodist Research Institute (HMRI) im Texas Medical Center und seit 1. Dezember 2019 Professor of Neurosurgery im Houston Methodist Hospital. 

## Schwerpunkte
Seine Schwerpunkte liegen im Bereich der Schädelbasischirurgie und der Neuroonkologie. Neben Operationen von hirneigenen Tumoren sind die minimalinvasive-endoskopiegestützte mikrovaskuläre Dekompression bei Trigeminusneuralgie und Hemispasmus facialis sowie Operationen von Akustikusneurinomen, Tumoren der Zirbeldrüse und Meningeomen an der Schädelbasis seine Spezialgebiete.

## Publikationen
Effects of gamma knife radiosurgery of pituitary adenomas on pituitary function. 2002, doi:10.3171/jns.2002.97.supplement_5.0415
The continuous awake craniotomy (CAC) protocol: a novel protocol for awake craniotomies. 2013, doi:10.1515/ins-2012-0007